# Plusia striatella
Plusia striatella är en fjärilsart som beskrevs av Augustus Radcliffe Grote 1873. Plusia striatella ingår i släktet Plusia och familjen nattflyn. Inga underarter finns listade i Catalogue of Life.